# پرتقال خاردار
پرتقال خاردار (نام علمی: Pittosporum multiflorum) نام یک گونه از سرده میخک زینتی است.